# Gabriele Fergola
Gabriele Fergola (Napoli, 1795 – Napoli, 4 agosto 1845) è stato un matematico italiano, astronomo aggiunto presso la Specola della Real Marina del Regno delle Due Sicilie e professore di astronomia nella R. Università degli Studi di Napoli.

## Biografia

### Ambiente familiare
Gabriele Fergola era figlio di Giuseppe e Margherita Lombardi, ed era nipote di Luigi Fergola e Nicola Fergola. Il primo, fratello di suo padre, era ufficiale di prima classe dell'Uffizio Topografico del Ministero della Guerra, pittore hackertiano, incisore e disegnatore vedutista. Il secondo (cugino di suo padre) era il noto matematico fondatore della Scuola geometrica napoletana che certo ebbe un ruolo nella formazione morale e intellettuale del nipote che fu un «grande ammiratore della scienza vasta e profonda dello zio». Sposò Maria Luisa Cirillo ed ebbe sette figli.

### Profilo biografico

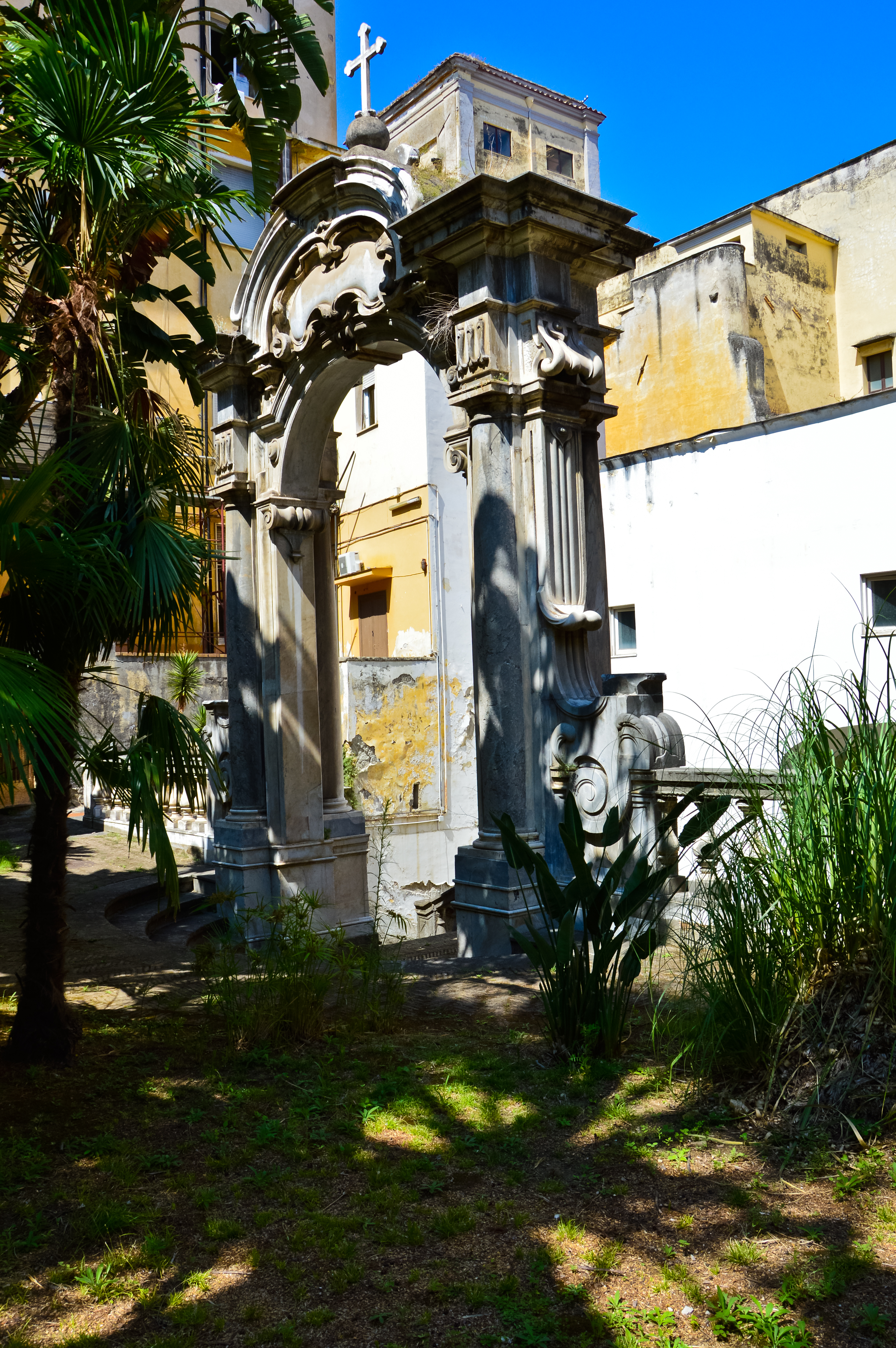
Resti del monastero di San Gaudioso a Caponapoli, antica sede dell'Osservatorio astronomico. Al centro della foto l’arco di accesso visto dall'interno del giardino delle nuove Cliniche universitarie, un tempo il Chiostro piccolo.

Gabriele Fergola non seguì un percorso formativo convenzionale di studi universitari ma, come era usuale a Napoli a quei tempi, si avviò all'apprendimento delle discipline matematiche sotto la guida di insegnanti privati. Fu allievo di Vincenzo Flauti, il più noto matematico della Scuola geometrica napoletana e nel 1812, quando Flauti dismise il suo studio privato, venne ammesso come alunno all'Osservatorio astronomico di San Gaudioso diretto allora da Federigo Zuccari, e lì vi rimase fino agli inizi del 1816 completando i suoi studi di matematica, di astronomia e di meccanica celeste.
Nel dicembre del 1816 ci fu la riorganizzazione della Real accademia di Marina di Napoli e Fergola, su proposta del suo primo maestro Flauti, fu chiamato ad assumere l'incarico di professore aggiunto di astronomia per le scuole di applicazione dell'Accademia e, nel 1817, quello di astronomo aggiunto presso l'Osservatorio di San Gaudioso divenuto Specola dell'Accademia e diretta allora dall'abate Giuseppe Pilati.
Sempre nel 1816, Fergola aveva anche iniziato ad insegnare nella R. Università di Napoli dove era stato nominato professore aggiunto alla cattedra di astronomia di Zuccari al posto dell'aggiunto Capaccini, nominato minutante della Segreteria di Stato dal cardinale Ercole Consalvi.
Il 15 dicembre 1817 Zuccari, malato di tubercolosi, moriva lasciando vacante sia la cattedra di astronomia all'Università sia l'incarico, a cui era già stato designato, di direttore del nuovo Osservatorio astronomico di Capodimonte, che era ancora in costruzione. Per l'incarico di direttore venne nominato, il 18 novembre del 1818, il milanese Carlo Brioschi, mentre Fergola ottenne ad interim la cattedra di astronomia in attesa dell'espletamento del concorso, che venne effettivamente bandito ma solo quattro anni dopo nel dicembre del 1821.

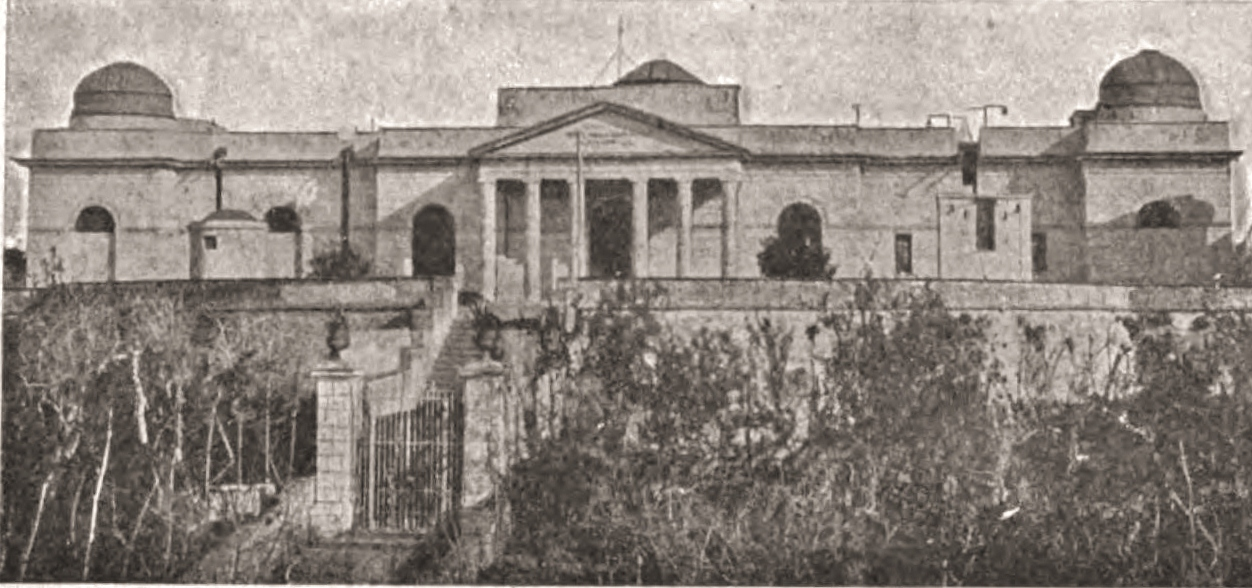
R. Specola di Capodimonte. Veduta della facciata neoclassica, con al centro il pronao dorico esastilo e, alle estremità laterali, le due torrette con i circoli ripetitori di Reichenbach (immagine tratta da: Naccari, 1911).

La cattedra però non venne assegnata e rimase all'interino Fergola nonostante fosse stato il solo, tra i cinque candidati, a svolgere il tema del concorso, anche se parzialmente. Fergola fu anche ammesso come allievo alla nuova Specola di Capodimonte su parere favorevole di Giuseppe Piazzi che ne scrisse al Ministro degli interni, da cui dipendeva l'Osservatorio, descrivendolo come «già istrutto nelle dottrine teoriche, né affatto ignaro della Pratica»
Due anni dopo nel novembre del 1823, fu bandito un secondo concorso che, analogamente al precedente, venne annullato «con manifesta ingiustizia» dalla Commissione, presieduta ancora dal vescovo di Pozzuoli, Carlo Maria Rosini.
Fu così che il 15 luglio 1824, contro il proposito della Commissione, che voleva assegnare la cattedra per chiamata diretta al matematico Filippo Maria Guidi, e contro il parere di Piazzi, che riteneva opportuno che il titolare dell'insegnamento universitario di astronomia non dirigesse anche l'Osservatorio, il Re Ferdinando I delle Due Sicilie decise di assegnare la cattedra ancora vacante proprio al primo direttore della nuova Specola di Capodimonte, Carlo Brioschi «prendendo il solito equivoco di confondere l'Astronomia empirica con quella razionale». Fergola fu riconfermato nell'incarico di professore aggiunto alla cattedra di astronomia e ne divenne di fatto il titolare quando Brioschi, dopo che ben presto le sue lezioni cominciarono ad andare deserte, «ricusò sotto varj pretesti di più andarvi». Dopo la morte di Brioschi, il 19 giugno del 1833 venne bandito un nuovo concorso per riassegnare la cattedra nuovamente vacante. Il concorso fu vinto da Fergola «a voti unanimi» da quella stessa Commissione che lo aveva «ingiustamente riprovato nel secondo concorso e che, a tutto rigore, nol meritava essere né meno nel primo». Fergola sostenne quest'incarico «con decoro dell'Università e profitto della gioventù» fino alla sua morte prematura il 4 agosto 1845.

## Opere

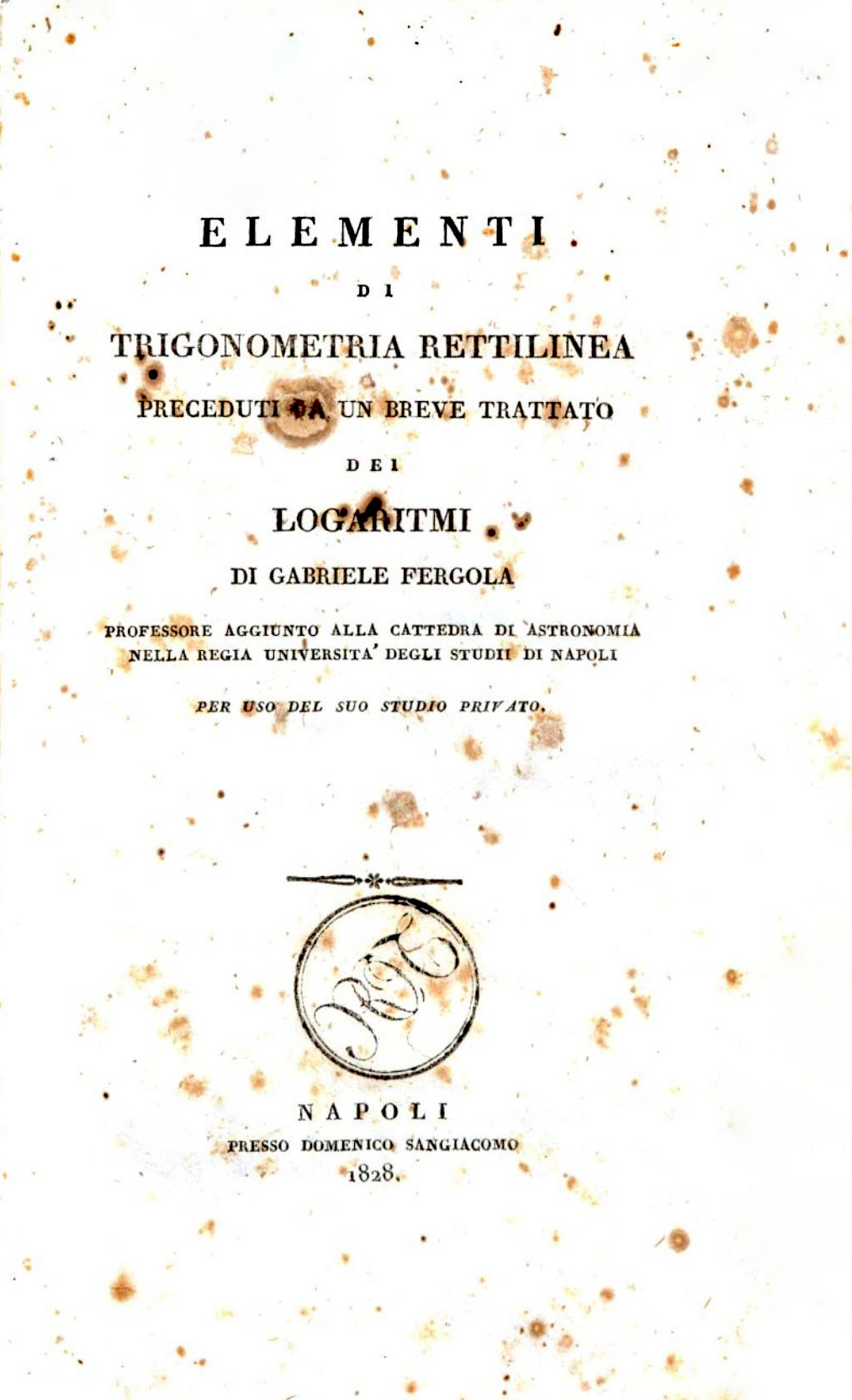
Frontespizio di Elementi di Trigonometria rettilinea. Preceduti da un breve trattato dei Logaritmi di Gabriele Fergola (Napoli, 1828)

Durante gli anni di insegnamento Fergola pubblicò diversi trattati di matematica e di fisica, ad uso principalmente degli allievi del suo studio privato, i quali erano interessati, più che altro, ad acquisire una preparazione di base propedeutica agli studi di architettura o di ingegneria.  Questi manuali si distinguono, pertanto, per l'attenzione prestata agli aspetti metodologici e didattici della disciplina. Benché Fergola fosse nipote del fondatore della scuola geometrica e si fosse formato alla studio privato di uno dei suoi più noti fautori, contrariamente a questi, mostra nelle sue opere un interesse agli aspetti pratici dell'insegnamento che gli derivava dalla consapevolezza che i suoi manuali erano diretti a chi si avviava agli studi «non col pensiere di voler professare le matematiche, ma a solo oggetto di utilmente applicarle a qualche mestiere».

### Manuali didattici pubblicati
- Elementi di trigonometria rettilinea. Preceduti da un breve trattato dei logaritmi di Gabriele Fergola professore aggiunto alla cattedra di astronomia nella regia Università degli studi di Napoli per uso del suo studio privato, Napoli, Tip. Domenico Sangiacomo, 1828,  pp. 1-68, tav. 1.
- Istituzioni di aritmetica di Gabriele Fergola professore aggiunto alla cattedra di astronomia nella regia Università degli Studi di Napoli per uso del suo studio privato, Napoli, Tip. Domenico Sangiacomo, 1829,  pp. 1-135, tav. 1.
- Istituzioni di algebra di Gabriele Fergola professore aggiunto alla cattedra di astronomia nella regia Università degli Studi di Napoli per uso del suo studio privato, Napoli, Tip. Domenico Sangiacomo, 1830,  pp. 1-256, tav. 2.
- Istituzioni di fisica sperimentale di Gabriele Fergola professore aggiunto alla cattedra di astronomia nella regia Università degli Studi di Napoli per uso del suo studio privato, I, 1ª ed., Napoli, Tip. Domenico Sangiacomo, 1831,  pp. 1-214, tav. 4.
- Istituzioni di fisica sperimentale di Gabriele Fergola professore aggiunto alla cattedra di astronomia nella regia Università degli Studi di Napoli per uso del suo studio privato, II, 1ª ed., Napoli, Tip. Domenico Sangiacomo, 1831,  pp. 1-222, tav. 8.
- Istituzioni di fisica sperimentale di Gabriele Fergola professore aggiunto alla cattedra di astronomia nella regia Università degli Studi di Napoli per uso del suo studio privato, III, 1ª ed., Napoli, Tip. Domenico Sangiacomo, 1832,  pp. 1-216, tav. 2.
- Istituzioni di fisica sperimentale di Gabriele Fergola professore aggiunto alla cattedra di astronomia nella regia Università degli Studi di Napoli per uso del suo studio privato, IV, 1ª ed., Napoli, Tip. Domenico Sangiacomo, 1833,  pp. 1-204, tav. 1.
- Saggio di calcolo sublime di Gabriele Fergola professore di astronomia nella regia Università di Napoli per uso del suo studio privato, Napoli, Tip. Domenico Sangiacomo, 1840,  pp. 1-159, tav. 1.
- Istituzioni di fisica sperimentale di Gabriele Fergola professore di astronomia nella regia Università di Napoli per uso del suo studio privato, I - II - III - IV, 2ª ed., Napoli, Tip. Domenico Sangiacomo, 1844,  pp. 1-209, tav. 4; pp. 1-222, tav. 8; pp. 1-216, tav. 2; pp. 1-202, tav. 1.
- Istituzioni della trigonometria rettilinea e sferica, Napoli, Tip. del Sebeto, 1845.